# Fuente de la vida eterna
La Fuente de la vida eterna (en inglés Fountain of Eternal Life), también conocida como la Fuente del monumento a los Caídos y La paz surgiendo de las llamas de la guerra, es una estatua y una fuente en el Downtown de la ciudad de Cleveland, en el estado de Ohio (Estados Unidos). Fue diseñada por Marshall Fredericks, graduado del Instituto de Arte de Cleveland, y dedicada el 30 de mayo de 1964. La escultura, que honra a los habitantes de Gran Cleveland que sirvieron, murieron o fueron declarados desaparecidos en el servicio militar, está situada en Veterans' Memorial Plaza (anteriormente Mall A) como parte del Cleveland Mall.

## Historia
La fuente fue iniciada y promovida por Cleveland Press, que recaudó 250 000 dólares en donaciones de ciudadanos privados y varias organizaciones para el proyecto. La pieza central es una figura de bronce de 11 m que representa al hombre escapando de las llamas de la guerra y alzándose hacia el cielo en busca de la paz eterna. La esfera de bronce de la que se eleva la figura representa la Tierra. Cuatro tallas de granito, que representan las "civilizaciones geográficas del mundo", se colocan alrededor de la esfera. Fredericks describió su figura central, que se elevaba 14 m por encima de la cuenca, de esta manera:

Esta Figura expresa el tema principal de la Fuente Conmemorativa, a saber, el espíritu de la humanidad que surge de las llamas circundantes de la guerra, la pestilencia y los elementos destructivos de la vida, alcanzando y ascendiendo a una nueva comprensión de la vida. El hombre elevándose por encima de la muerte, tendiendo la mano hacia su Dios y hacia la Paz.
Marshall Fredericks

En la superficie del borde de granito pulido que rodea la fuente hay placas de bronce que llevan los nombres de 5552 habitantes de Greater Cleveland que cayeron en el servicio militar durante tiempos de guerra desde 1899 hasta 2014, un lapso de 115 años. Esto incluye patriotas de la guerra hispano-estadounidense, la Primera Guerra Mundial, la Segunda Guerra Mundial, la guerra de Corea, la guerra de Vietnam, la guerra del Golfo y la guerra de Irak. Estos nombres están conmemorados en el Cuadro de Honor Conmemorativo de los Veteranos del Gran Cleveland.

## Dedicatorias
En su dedicación inicial en 1964, había 4155 nombres en la Fuente Conmemorativa existente. Estos nombres representaban a los estadounidenses que murieron durante la Segunda Guerra Mundial y la guerra de Corea. El monumento se sometió a una restauración completa durante la construcción de un estacionamiento subyacente en conexión con la vecina Key Tower, y se volvió a dedicar el Día de los Veteranos en 1991. En una nueva dedicación de 2004, el GCVM agregó 1361 nombres adicionales a la Fuente Conmemorativa para incluir a los habitantes de Greater Cleveland que murieron en la guerra hispanoamericana, la Primera Guerra Mundial, la guerra de Vietnam y las seis bajas iniciales de la guerra de Irak. Este número también incluyó a aquellos que perecieron durante la Segunda Guerra Mundial y la guerra de Corea para quienes se encontró nueva información para respaldar su adición a la Fuente Conmemorativa. Otra nueva dedicación el 25 de julio de 2014 agregó 42 nuevos nombres conmemorativos: 33 representan la guerra de Irak, el resto de la guerra de Vietnam, la guerra de Corea y la Segunda Guerra Mundial.